# Bình Lục, Ninh Bình
	Bình Lục	là một xã thuộc tỉnh Ninh Bình, Việt Nam.

## Địa lý
Trụ sở xã nằm cách phường Hoa Lư - trung tâm tỉnh lỵ Ninh Bình 42 km về phía Bắc, có vị trí địa lý:
- Phía nam giáp xã Bình Mỹ.
- Phía đông giáp xã Bình An và xã Vĩnh Trụ.
- Phía bắc giáp xã Lý Nhân và xã Nam Xang.
- Phía tây giáp phường Liêm Tuyền và phường Tiên Sơn.

Xã Bình Lục	có diện tích:	23,97	km², 	dân số:	35.225	người, mật độ dân số: 	1470	người/km². 	Đây là đơn vị có diện tích xếp thứ:	81	, số dân xếp thứ: 	42	và mật độ dân số xếp thứ: 	32	trong số 129 xã, phường ở Ninh Bình.  
Xã này nằm trên Quốc lộ 37B.

## Lịch sử
Theo Nghị quyết số 1674/NQ-UBTVQH15 ngày 16/6/2025 về sắp xếp các đơn vị hành chính cấp xã của tỉnh Ninh Bình năm 2025, 	sắp xếp các xã Bình Nghĩa, Tràng An và Đồng Du thành xã mới có tên gọi là xã Bình Lục.	